# 항렬
항렬(行列)은 같은 씨족 안에서 상하의 차례를 분명히 하기 위하여 만든 서열이다. 항렬은 아무나 마음대로 정하는 것이 아니고 문중에서 족보를 편찬할 때 일정한 대수의 항렬자(行列字)와 그 용법을 정해 놓아 후손들이 이에 따르도록 하는 것이 관례로 되어있다. 시조로 부터 세수가 같은 사람(자신과 같은 세대)을 형제 또는 동항(同行)이라 하고 동항의 바로 위 항렬(아버지 세대)을 숙항(叔行), 그 바로 위(조부 세대)를 조항(祖行)이라 한다. 자기 항렬의 바로 아래(아들 세대)는 질항(姪行), 그 바로 아래(손자 세대)는 손항(孫行)이 된다. 이런 관계의 질서를 유지하기 위하여 한 조상을 갖는 혈족이 통일된 대동항렬자를, 또는 각 파에서 정한 항렬자를 쓰기도 한다.

## 항렬자
- 항렬을 나타내는 자(字)를 항렬자 또는 돌림자라고 한다.
- 형제들은 형제들 대로, 아버지의 형제나 할아버지의 형제는 또 그들 대로의 이름자 속에 항렬자를 가지고 있으며, 같은 세대(世代)에 속하면 촌수와 관계없이 같은 항렬자를 쓴다.
- 항렬자는 문중(종친회)에서 정하는 것이므로 형제 자매의 이름에서 가운데나 마지막 글자가 같다고 해도 문중에서 정한 글자가 아니면 항렬자를 쓴 것이 아니다.
- 한글 발음은 같으나 한자가 다르면 항렬자를 쓴 것이 아니다.
- 태어난 아이의 항렬자를 기휘(忌諱) 등으로 인해 쓸 수 없을 경우 본인의 항렬을 무시하거나, 대체 항렬자가 있을 경우 그것을 사용하기도 한다.

예시: 안동 권씨의 36대손의 항렬은 ‘赫(혁)’이지만 예비 항렬자로 奇(기), 景(경), 英(영)을 두었다.
- 이름을 지을 때 항렬자의 위치는 문중(종친회)에서 정한 위치를 따라야 하는 것이 원칙이다.

예시: 권씨에 가운데가 ‘영’ 자를 돌림으로 쓰면 원칙에 따라 작명할 때 ‘권영○’이라 지어야 한다.
- 한 번 사용한 항렬자는 그 위치에 다시 사용하지 않는다.

예시: 김해 김씨에 가운데가 영(榮) 항렬이면 그 이후 세대에는 가운데 영(榮) 돌림이 다시 돌아오지 않는다.

### 항렬자 예시
- 예시 1 김해 김씨 삼현파 : 오행상생법(五行相生法)에 따라 목화토금수(木火土金水)의 순서대로 지음